# Lytta vesicatoria
La cantaride officinale (Lytta vesicatoria Linnaeus, 1758) è un coleottero appartenente alla famiglia Meloidae.
È un insetto abbastanza conosciuto già nell'antichità per la produzione della cantaridina, una sostanza presente nel suo corpo, usata nel passato come afrodisiaco, antinfiammatorio e anche come veleno.

## Descrizione
Presenta una colorazione verde metallico con riflessi dorati. È lunga circa 2 cm; il corpo è allungato, con una larghezza inferiore a 1 cm.

## Distribuzione e habitat
È comune in tutta l'Europa meridionale, mentre è rara in Europa centrale. L'areale tocca anche l'Asia e il Nordafrica.

## Biologia

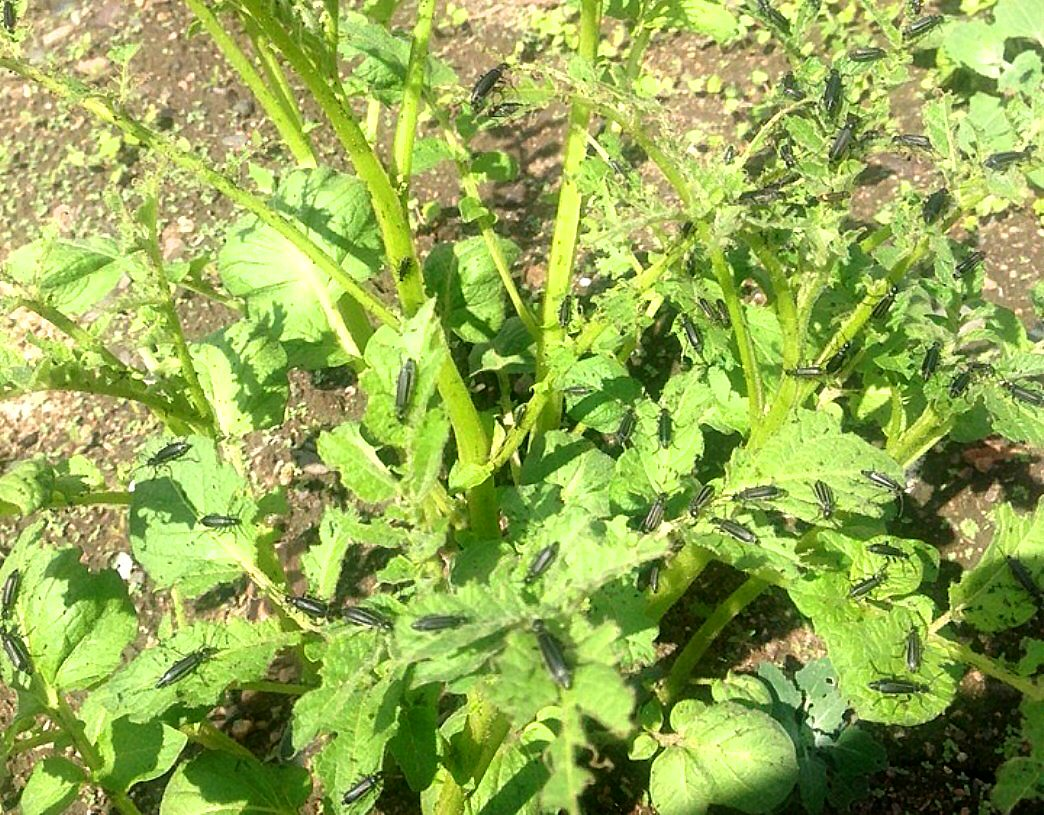
Lytta vesicatoria in Siberia

Vive sul frassino (Fraxinus excelsior e Fraxinus angustifolia, ma non sul Fraxinus ornus), sul sambuco, sull'acero, sul pioppo e su altri alberi, compresi quelli oggetto di coltivazione, di cui rode le foglie. All'uopo si evidenzia che tale insetto può nutrirsi anche di foglie di olivo (Olea europaea) e in tal caso arreca danni soprattutto sulle giovani piante di cui danneggia irrimediabilmente i germogli compromettendo lo sviluppo delle stesse piante.
La larva presenta ipermetamorfosi.